# Вілія Алекнайте-Абрамікєне
Вілія Алекнайте-Абрамікєне (латис. Vilija Aleknaitė Abramikienė; *4 травня 1957, Таураге) — литовська політична діячка та музикознавиця, піаністка. Депутат Сейму Литви.

## Біографія
Народилася у Таураге. Закінчила Школу Чюрльоніса та національну консерваторію. Виступала як піаністка та концертмейстер, викладала у Литовській консерваторії, де входила до ближнього кола Вітаутаса Ландсбергіса. 1988 включилася в антикомуністичний рух, стала активісткою Саюдісу, очолила його осередок у консерваторії.
1992 вперше стала депутатом Сейму Литви за списком Коаліції Саюдісу. Наступного року входить до партії консерваторів.
2000 не пройшла до парламенту, працювала в урядовому Департаменті національних меншин. З 2004 постійно обирається до Сейму.
Серед політичних кроків — намагання засудити спільно нацизм і сталінізм на парламентської сесії ОБСЄ, а також постійне нагадування європолітикам про наслідки Московського пакту Молотова — Ріббентропа та відповідальність за окупацію Литви РФ — спадкоємця СССР.